# فيصل بليبل
فيصل عبد الهادي بليبل (1919 - 1984) شاعر سوري. ولد في مدينة الرقّة. اشتغل بالتعليم مدة طويلة، ثم أقعده الشلل عن العمل. له ديوانان شعريان، قصائد مزّقها عبد الناصر 1962 ووافيصلاه 1977 ودواوين أخرى مخطوطة.

## سيرته
ولد فيصل بن عبد الهادي بن مصطفى بن محمد بن سليمان في الرقة سنة 1919 م/ 1337 هـ ونشأ بها. اشتهر بلقب «بليبل»، وهو التصغير المحبب لكلمة «بلبل»، لما عرف عنه من جمال الصوت وعذوبته أثناء تلاوة القرآن، وعشيرة البليبل التي ينتمي إليها، تنتسب إلى قبائل البو بدران الحسينية. درس فيصل البليبل في الرقة حتى حصل على الشهادة الثانوية. أصبح معلمًا ابتدائيًا. هاجر إلى دمشق في 1948 وسكن بها وعمل فيها بحقل التعليم مدة ربع قرن. وكان له منتدى أدبي بها، يعقده صباح كل جمعة، في منزل أخيه الضابط خليل عبد الهادي البليبل. 

أصيب باحتشاء دماغي، جعل شقه الأيسر مشلولاً بشكل بسيط، فتقاعد عن العمل. فعاد إلى الرقة فترةً من الزمن، وجعل من بيته منتدىً أدبياً. 

توفي في مدينة دمشق في عام 1984 م/ 1404 هـ ودفن في الرقة.

في أبريل 2007، احتفت مدينة الرقة بالدورة الثانية من مهرجان الشعر العربي، باسمه.

## شعره
ذكره عبد العزيز البابطين في معجمه وقال عنه «شاعر متمرد، تنتمي تجريته إلى القضية الفلسطينية التي استأثرت بأغراضه الشعرية، تأثر في بداياته الشعرية بمفردات وأساليب القرآن الكريم، وبأسلوب أبي تمام في حماسياته، وتجلى ذلك في كتاباته السياسية، في قصائده خيوط من الحزن تمثل طابعًا غالبًا على كثير منها، وفيها طموح عبر رؤية مستقبلية واضحة المعالم». وقال عنه بسام ساعي «يعد الشاعر فيصل بليبل من أبرز رواد النظرة المستقبلية في الشعر السياسي الحديث في سورية.» يعد شاعرًا مجيدًا الذي ظروفه وأحواله النفسية لم تكن تؤهله للشهرة.

## حياته الشخصية
عاش عمره أعزباً لم يتزوج.